# Caballo americano

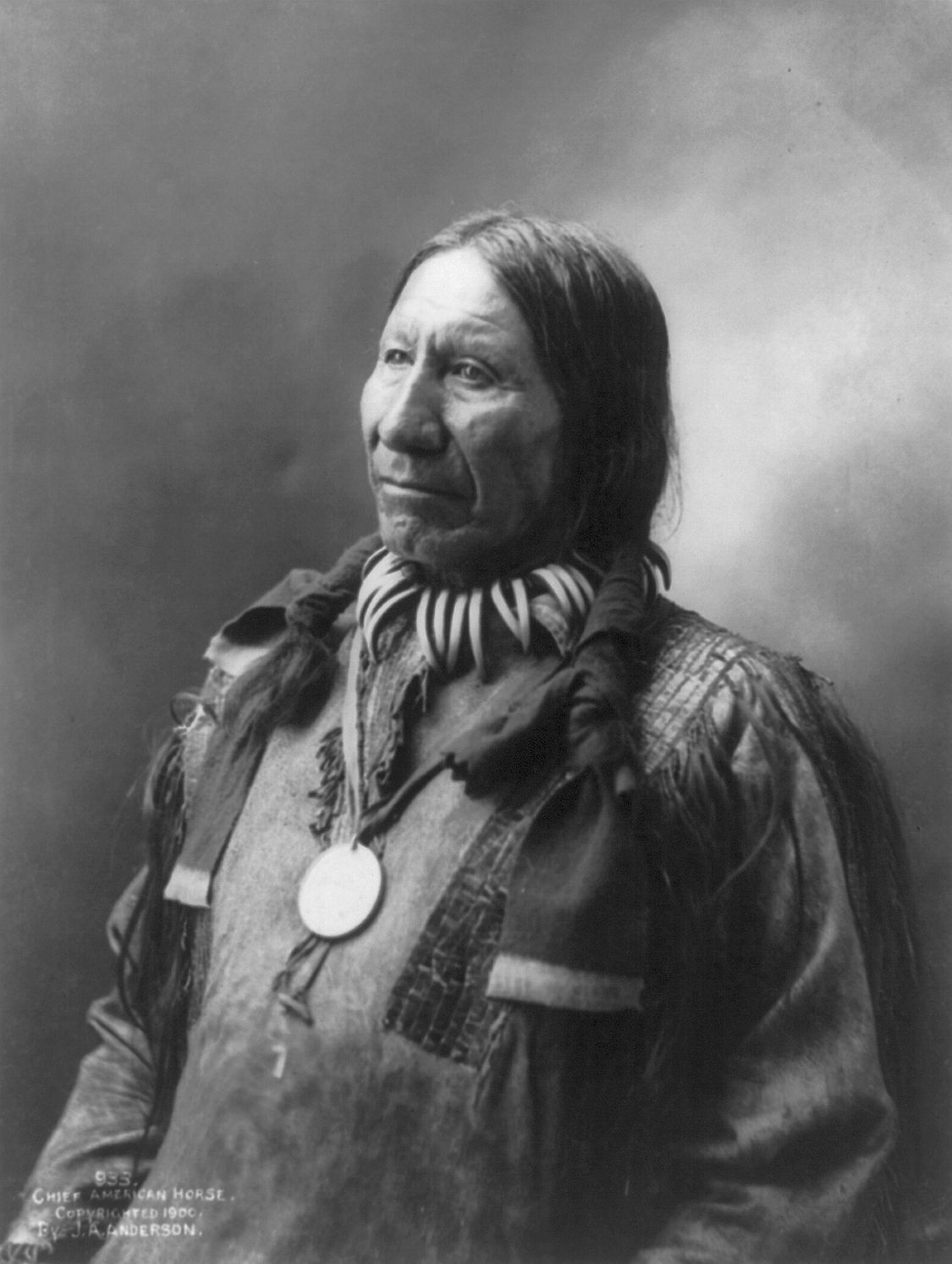
Caballo americano, hacia 1900.

Caballo americano o American Horse (1840-16 de diciembre de 1908) fue un jefe Sioux de la tribu Oglala durante las Guerras Sioux de la década de los 70 del siglo XIX. Era sobrino de Caballo Americano el Viejo y yerno de Nube Roja. 
Nacido con el nombre de Wasechun-tashunka (Oso sentado en lengua sioux) en Black Hill, en el actual estado de Dakota del Sur, Caballo americano llegó a ser conocido como un gran guerrero durante la guerra de la ruta de Bozeman en 1866. Representando a su tribu, Caballo Americano fue uno de los signatarios del tratado de paz entre los Sioux y los Estados Unidos de 1887 en el cual las tierras de la reserva Sioux del Territorio de Dakota se redujeron a la mitad. Sin embargo, con la oposición al tratado por más de la mitad de los Oglala, animados por el levantamiento Ghost Dance así como por la reciente muerte de Toro Sentado, se retiró del consejo y dirigidos por Si Tanka, se prepararon para luchar contra el gobierno estadounidense. Sin embargo, posteriormente fuero persuadidos por Caballo Americano para aceptar los términos del tratado y establecerse en la reserva de Pine Ridge. 
Caballo Americano dirigió posteriormente una delegación a Washington D. C. en 1891, donde consiguieron que el gobierno mejorara las raciones de comida y el trato humano a los sioux. Caballo Americano, junto con otros líderes Sioux, recorrieron Estados Unidos con el Show de Buffalo Bill. 
Murió en Pine Ridge, en Dakota del Sur el 16 de diciembre de 1908.